# Alexandra Gentara
Alexandra Gentara (* 29. April 1974 im Sauerland) ist eine deutsche Unternehmerin, Verlegerin, Lektorin und Autorin. Unter verschiedenen Pseudonymen veröffentlichte sie erotische Romane.
Alexandra Gentara arbeitete nach einem Studium der Germanistik und Anglistik an der Ruhr-Universität Bochum als Produktmanagerin in der Mobilfunkbranche. Auf ihrer Website Das erotische Sekretariat veröffentlichte sie ab 1999 erste Kurzgeschichten und ergänzte 2006 die Website durch einen Onlineshop mit „Reizwäsche und Co.“. 2007 machte sie sich selbständig und eröffnete die Femme Fatale in Essen-Rüttenscheid, einen Erotikladen „von Frauen für Frauen“.
Unter verschiedenen Pseudonymen veröffentlichte sie mehrere Bücher in unterschiedlichen Verlagen, die meisten in ihrem 2011 gegründeten Verlag Das Erotische Sekretariat. Ihr E-Book-Bestseller Gefährliche Verlockung verkaufte sich innerhalb weniger Monate über 80 000 Mal, erschien im Juli 2013 als Rowohlt-Taschenbuch und erreichte Platz 44 der Spiegel-Taschenbuch-Bestsellerliste.
Alexandra Gentara lebt in Mülheim an der Ruhr und hat seit 2003 eine Tochter.

## Werke
- Susan Jones (pseud.): Der Assistent. Erotischer Roman, blue panther books, 2010, ISBN 978-3-940505-96-5[7]
- Laura Young (pseud.): Berühr mich, Erotische Geschichten, blue panther books, 2012, ISBN 3-86277-230-6[1]
- Catherine Spanks (pseud.): Böse NachtGeschichten: Erotische SM-Geschichten, Das Erotische Sekretariat, Mülheim 2012, ISBN 3-943481-09-3
- Catherine Spanks (pseud.): Benutz mich! SM-Geschichten, Das Erotische Sekretariat, Mülheim 2012, ISBN 3-943481-10-7
- Alexandra Amber (pseud.): Sexsüchtig: Natürlich rein fick-tief ..., Ubooks/U-Line 2012, ISBN 3-939239-39-9
- Emma Schneider (pseud.): Lilians Verführung: Schule der Lust – erotischer Roman, Edition Frauenlust, 2012, E-Book
- Emma Schneider (pseud.): Hotel Desire: erotischer Roman, CreateSpace Independent Publishing Platform, 2012, ISBN 1-4776-2560-7
- Lilian Noble (pseud.): Lust auf dich: Erotische Geschichten, Das Erotische Sekretariat, ISBN 3-943481-06-9
- Katelyn Faith (pseud.): Gefährliche Verlockung, Rowohlt-Verlag, Reinbek 2013, ISBN 978-3-499-23447-7 (E-Book: Das Erotische Sekretariat, Mülheim 2012, ISBN 978-3-943481-19-8)
- Katelyn Faith (pseud.): "Unsichtbare Fesseln", Rowohlt-Verlag, Reinbek 2014, ISBN 349923906X
- Katelyn Faith (pseud.): Fesselnde Liebe – Teil 1, K. Faith, Mülheim 2013, ISBN 978-1-4903-8847-2 (E-Book: Das Erotische Sekretariat, Mülheim 2013, ISBN 978-3-943481-20-4)
- Katelyn Faith (pseud.): Fesselnde Liebe Teil 2, Das Erotische Sekretariat, Mülheim 2013, ISBN 1-4928-2095-4, E-Book
- Katelyn Faith (pseud.): "Pleasure Business – Verführung", Das Erotische Sekretariat, Mülheim 2014, ISBN 978-1499692846 (E-Book: Das Erotische Sekretariat, Mülheim 2014, ISBN 3-943481-26-3)
- Katelyn Faith (pseud.): "Good boys gone bad", Mülheim 2017, ISBN 978-1520885032
- Katelyn Faith (pseud.): "Pleasure Business - Verlangen", Mülheim 2018, ISBN 978-1977075574
- Amy Lynn (pseud.): "Masters of passion", Mülheim 2017, ISBN 978-1521044070
- Amy Lynn (pseud.): "Masters of trust", Mülheim 2018, ISBN 978-1790556908
- Alexandra Gentara: Die Zauberkatze, Kinderbuch, Illustrationen Hanspeter Ludwig, Mülheim 2013, ISBN 1-4905-3173-4, E-Book
- Alexandra Amber (pseud.): "Wir beide und Er", Mülheim 2015, ISBN 978-1508731634
- Alexandra Amber (pseud.): "Wir beide, für immer", Mülheim 2019, ISBN 978-1090179708